# سمير كاروثرز
سمير بدر كاروثرز(بالإنجليزية: Samir Badre Carruthers)، (مواليد 4 أبريل 1994). هو لاعب كرة قدم بمنتخب أيرلندا تحت 21 سنة يلعب كجناح بنادي أستون فيلا الإنجليزي.

## مسيرته الكروية

### مهنة في وقت مبكر
ولد في برنت ، لندن، كاروثرز كان يلعب كرة القدم المحلية بمسقط رأسه في هاتفيلد، هيرتفوردشاير عندما تم التوقيع عليه من قبل كامبريدج يونايتد منتخب تحت 10. تدرب كثيرا مع مانشستر يونايتد ، ولكن عندما تخلت كامبريدج يونايتد عن فريق الشباب، وقع كاروثرز لنادي آرسنال ، وتابع لتمثيل ارسنال في فريق تحت 18 وكان قائدا جانب النادي تحت 16. ومع ذلك، في عام 2009 رفض كاروثرز عروض من نادي فولهام وارسنال لصالح الانتقال إلى أستون فيلا.

### أستون فيلا
وقع سمير كاروثرز لأستون فيلا في يونيو 2009. لعب كاحتياطي للنادي كلاعب خط وسط مهاجم وجناح. بعد عدد من الإصابات إلى أليكس ماكليشب الفريق الأول في المراحل الأخيرة من الموسم 2011-12، تم جلب اللاعب الشاب لخط الوسط للتدريب مع الفريق الأول في عدد من المناسبات.
كاروثرز قدم مع الفريق الأول لأول مرة في وقت متأخر كلاعب بديل في الدوري الممتاز بالتعادل 1-1 في مواجهة ليفربول في 7 أبريل 2012.

## شهادة دولية
كاروثرز هو من أيرلندي وإيطالي ومغربي النسب ومؤهل للعب ل إيطاليا ، المغرب ، انكلترا وجمهورية أيرلندا ، بلد أجداده. وفي عام 2011 لعب لأول مرة لفريق جمهورية أيرلندا تحت 19. في 10 سبتمبر 2012 قدم كاروثرز بدايته لفريق جمهورية أيرلندا تحت 21 في إيطاليا.

## وصلات خارجية
- سمير كاروثرز على موقع الاتحاد الأوربي (الإنجليزية)
- سمير كاروثرز على موقع قاعدة بيانات كرة القدم.إي يو (الإنجليزية)
- سمير كاروثرز على موقع Soccerbase.com (لاعب) (الإنجليزية)
- سمير كاروثرز على موقع عالم كرة القدم.نت (الإنجليزية)
- سمير كاروثرز على موقع AS.com (الإسبانية)